# Austroflustra australis
Austroflustra australis is een mosdiertjessoort, de plaatsing in een familie is nog onzeker. De wetenschappelijke naam van de soort is voor het eerst geldig gepubliceerd in 1982 door Lopez Gappa.